# 中央精简小组
中央精简小组，是已撤销的中共中央议事协调机构，负责处理有关全国精减职工和城镇人口工作的日常事务。

## 沿革
1960年6月，中央成立中央国家机关精简小组，国务院编制委员会办公室作为其办事机构。
1960年9月3日，习仲勋代表中央国家机关精简小组向邓小平并中央提交《关于中央各部门机构编制情况和精简意见的报告》。1960年9月14日，中共中央批转习仲勋《关于中央各部门机构编制情况和精简意见的报告》。
三年困难时期，面对农村的严重饥荒，中共中央于1960年11月初发出《关于农村人民公社当前政策问题的紧急指示信》（又称《十二条》），纠正若干错误做法。国务院总理周恩来提出，从中央国家机关抽调一万名干部下放到灾区基层，主要到“五风”严重的安徽省、河南省、山东省等省农村，帮助整风整社，恢复生产。同月，周恩来、李富春、李先念、谭震林、习仲勋组成中央精简干部和安排劳动力五人小组，从中央和国家机关选调9600多人下放农村劳动，12月离开北京下乡。
1961年6月16日，中共中央发出关于减少城镇人口和压缩城镇粮食销量的九条办法。1961年6月28日，又发出关于精减职工工作若干问题的通知，要求1961至1962年度城镇粮食销量争取压缩到240亿公斤至245亿公斤，城镇人口减1000万人，职工人数减960万人。到1961年底，该计划基本完成，城镇人口减少约1000万人，职工减少873万人。
1962年2月7日，周恩来在七千人大会上讲话，提出“克服目前困难的主要办法”，第一条便是：“坚决精简机构，压缩城市人口，精减职工人数，减少粮食供应。”并提出“这是克服当前困难最重要的一着，也是调整工作的一个重要环节。”1962年2月14日，邓小平批发中共中央《关于1962年上半年继续减少城镇人口700万人的决定》。
1962年2月21日至23日，中共中央政治局常委扩大会议（西楼会议）举行，陈云作题为《目前财政经济的情况和克服困难的若干办法》的讲话，其中一条是“减少城市人口，‘精兵简政’。”该讲话获得其他中共中央政治局常委赞成，也获得中央各部门负责人同意。经毛泽东同意后，该讲话于1962年3月18日下发全国，成为当时经济工作的指导性文件。
1962年2月22日，中共中央书记处会议决定成立中央精简小组，负责处理有关全国精减职工和城镇人口工作的日常事务；成立国家机关编制小组，负责调查研究有关全国行政编制方面的问题。中央精简干部和安排劳动力五人小组随之撤销。
1962年2月22日，中共中央对中央精简小组《关于各级国家机关、党派、人民团体精简的建议》作出指示。中央精简小组的该《建议》提出，全国国家机关原有职工268万余人，拟减为174万余人，精简94万余人。中共中央指示：“目前，全国国家机关、党派、人民团体中机构庞杂，人多政繁的现象，是十分严重的。这种情况不利于国民经济的全面调整，不利于克服当前困难，不利于克服官僚主义和分散主义，因此，必须彻底实行‘精兵简政’。要下决心‘拆庙’，裁并机构，该撤销的就撤销，该合并的就合并。”
1962年5月7日至11日，中共中央政治局常委举行工作会议，讨论并通过了中央财经小组（组长为陈云）提出的《关于讨论1962年调整计划的报告》。会后精简工作有了很大进展。1961年初到1963年6月，共精简职工约2000万，减少城镇人口2600万人。1962年5月21日，经中共中央书记处讨论、周恩来修改的《关于减少职工和城镇人口的宣传通知》发出。
1963年7月31日，中共中央在批转中央精简小组《关于精减任务完成情况和结束精减工作的意见的报告》中，宣布精简工作基本结束。据统计，自1961年1月至1963年6月，全国职工减少1887万人，城镇人口减少2600万人，吃商品粮人数减少2800万人。该《报告》称：“由于大量地减少了职工、城镇人口和吃商品粮的人口，加强了农业战线，减少了工资开支，减少了粮食销量，提高了企业的劳动生产率，对于改善城乡关系、争取财政经济状况的好转，起了很大的作用。”

## 组成人员
中央国家机关精简小组
负责人
- 习仲勋（1960年6月—11月）

中央精简干部和安排劳动力五人小组
成员
- 周恩来（1960年11月—1962年2月）
- 李富春（1960年11月—1962年2月）
- 李先念（1960年11月—1962年2月）
- 谭震林（1960年11月—1962年2月）
- 习仲勋（1960年11月—1962年2月）

中央精简小组
组长
- 杨尚昆（1962年2月—1963年）[9]

## 办事机构
中央精简小组的办事机构是中央精简小组办公室。历任主任是：
- 郗占元（1962年—1963年）